# 胡爾巴諾沃

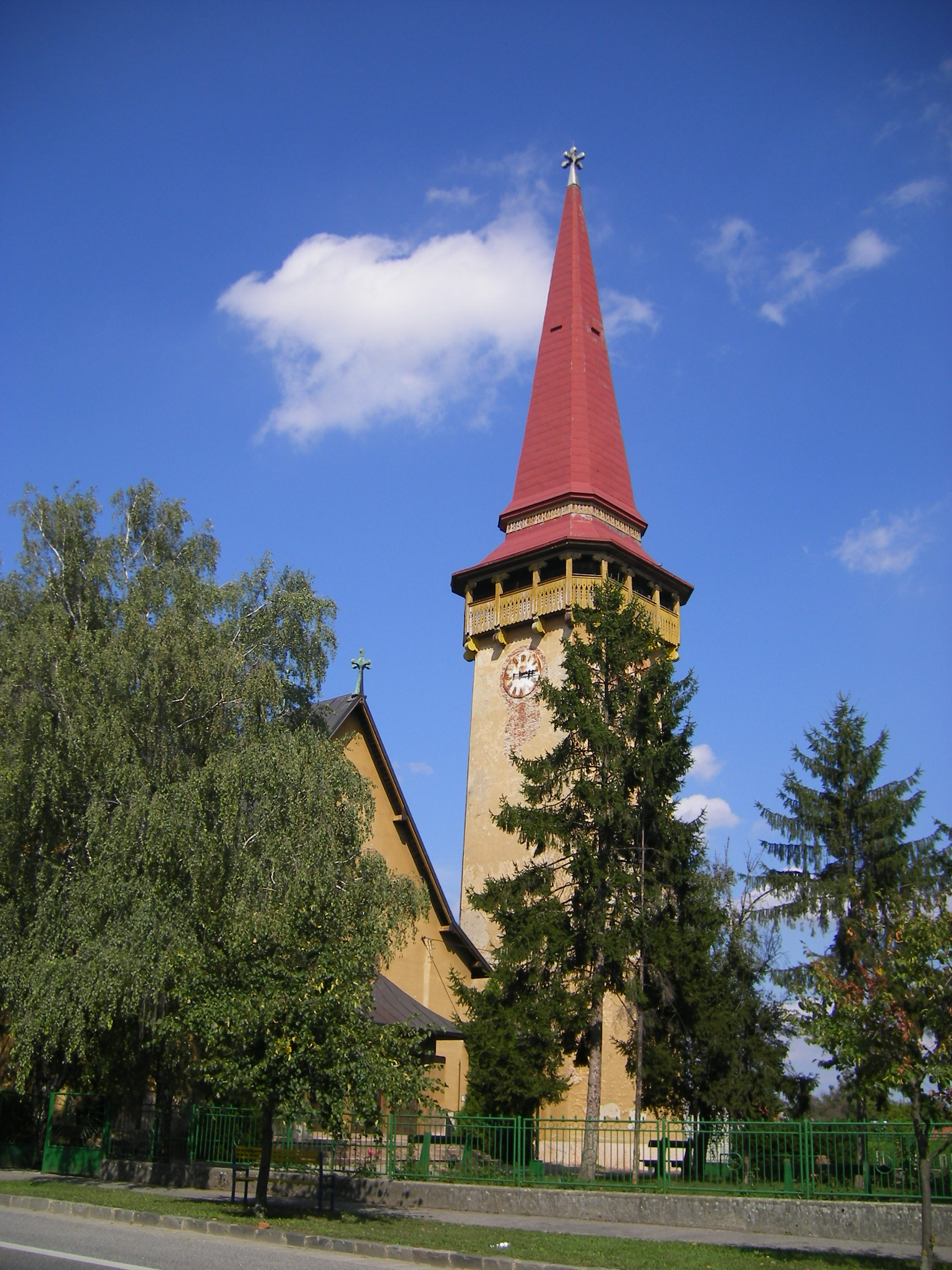

胡爾巴諾沃是斯洛伐克的城鎮，位於該國西南部，由尼特拉州負責管轄，面積59.94平方公里，海拔高度115米，2004年人口8,041，其中一半居民是匈牙利人。